# Pascale Vandegeerde
Pascale Vandegeerde (Etterbeek, 27 december 1957 – december 2022) was een Belgische communistische activiste die lid was van de Cellules Communistes Combattantes (CCC), een groepering die verschillende terroristische aanslagen pleegde, waarbij 2 doden en 28 gewonden vielen. 

## Levensloop
In 1981 richtte ze met de latere CCC-medeleden Pierre Carette en Didier Chevolet de drukkerij "les ateliers graphiques" op, waar bijeenkomsten werden gehouden door een tiental activistische jongeren, onder wie Bertrand Sassoye, die eveneens lid zou worden van de CCC. In 1983 werd ze lid van het door Carette opgerichte collectief "Ligne rouge", dat een gelijknamig maandblad zou uitgeven. 
De eerste aanslag van de CCC vond plaats op 2 oktober 1984 tegen de firma Litton. Er zouden verschillende aanslagen volgen, de laatste op 6 december 1985. De rol van Vandegeerde bij de aanslagen is onduidelijk, Johan Sanctorum stelt dat ze enkel verantwoordelijk was voor het schrijven van pamfletten.
Op 16 december 1985 werden Vandegeerde en de andere kopstukken van de CCC opgepakt in een Quick-restaurant in Namen, nadat de politie Vandegeerde al een poos had geschaduwd. Na haar arrestatie werden in haar appartement verschillende documenten aangetroffen die verband hielden met de CCC.
Tijdens hun voorarrest gingen de vier beklaagden in hongerstaking uit protest tegen de eenzame opsluiting waartoe ze werden verplicht.
Op 21 oktober 1988 werden Vandegeerde en de drie andere beklaagden door het hof van assisen in Brussel veroordeeld tot een levenslange gevangenisstraf. Vandegeerde werd op 4 februari 2000 als eerste van de vier veroordeelden vervroegd vrijgelaten uit de gevangenis van Namen.
Vandegeerde overleed in 2022 op 64-jarige leeftijd.